# Aphaenogaster senilis
Aphaenogaster senilis (лат.) — вид мелких муравьёв рода Aphaenogaster из подсемейства Myrmicinae (Formicidae). Мирмекохорный вид.

## Распространение
Средиземноморский регион. Испания, Португалия, Франция, Италия, Словакия.

## Описание
Мелкого размера муравьи чёрного цвета; длина рабочих около 6 мм. Длина головы рабочих (HL) 1,5—1,87 мм, ширина головы (HW) 1,18—1,46 мм. Тело покрыто многочисленными белыми волосками. Усики рабочих 12-члениковые с неотчётливой 5-члениковой булавой. Скапус усиков длинный, превышает затылочный край; длина скапуса (SL) 1,7—1,89 мм, индекс скапуса (SI) 129–149. Основание брюшка сверху с микробороздками, голова микропунктированная, тело матовое. Заднегрудка угловатая с небольшими проподеальными шипиками. Стебелёк между грудкой и брюшком состоит из двух узловидных члеников (петиоль и постпетиоль). Рабочие мономорфные. Жало развито. Куколки голые, без кокона.
Обитают в открытых биотопах: окраины леса, опушки, луга, разреженные кустарники, урбанизированные территории. Гнёзда почвенные, часто под камнями. Фуражировка рабочих индивидуальная, наземная, в основании древесных крон и на кустарниках. Семьи моногинные или олигогинные (отмечено до 4 маток на колонию), в которых в среднем 1260 муравьёв.

## Систематика
Вид был впервые описан в 1853 году австрийским мирмекологом Густавом Майром по типовым материалам из Италии. Включён в состав видовой группы Aphaenogaster  testaceopilosa.